# Tubocurarin
Tubocurarin ist ein Nervengift. Als Hauptbestandteil von Tubocurare zählt es zu den Pfeilgiften, die zusammenfassend als Curare bezeichnet werden. Diese gehören zu der Stoffklasse der Alkaloide. Der Name leitet sich vom spanischen "Tubo" (dt. Rohr) ab, da es früher in Bambusrohren gelagert wurde.

## Vorkommen

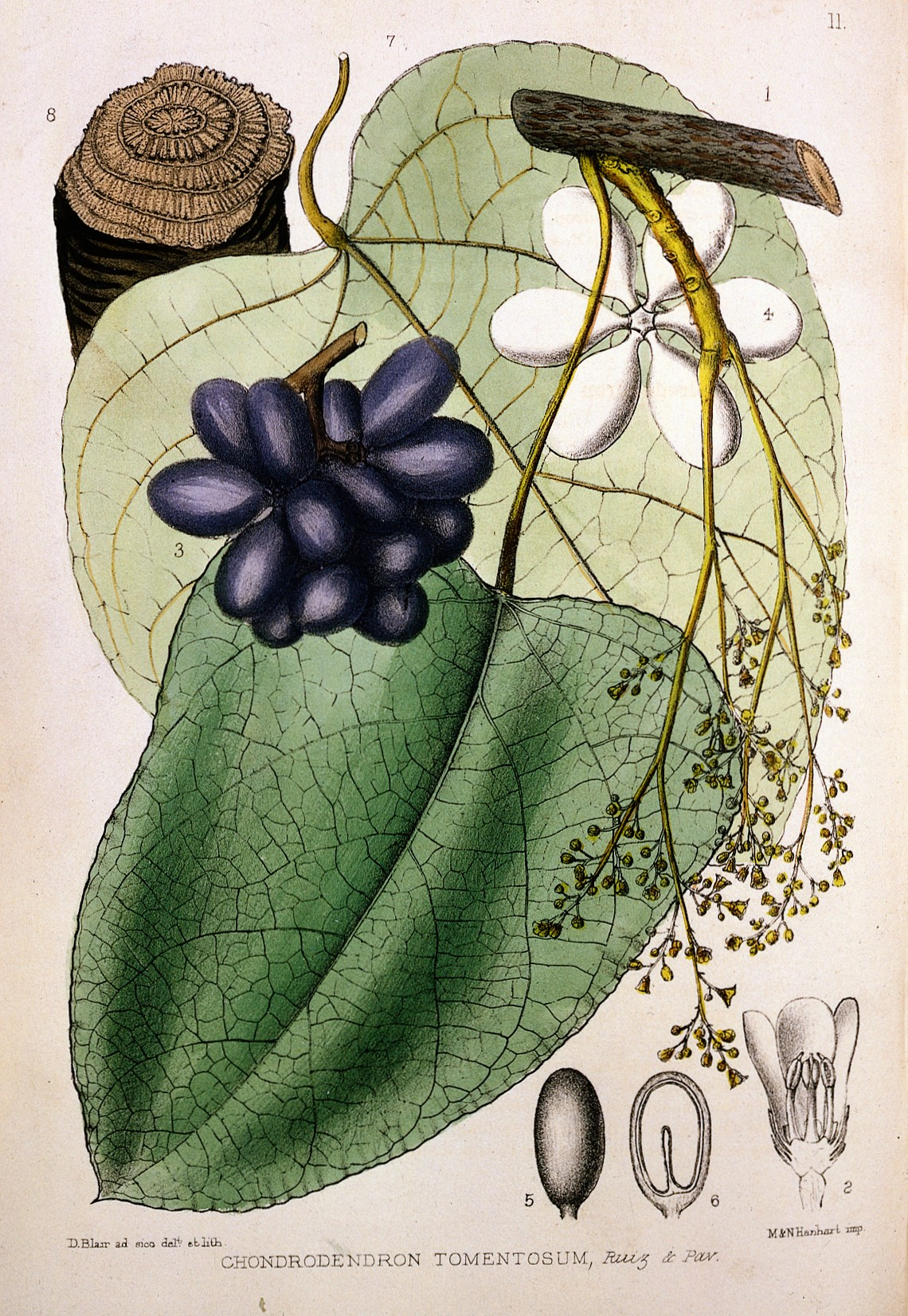
Behaarter Knorpelbaum (Chondrodendron tomentosum)

Tubocurarin kommt unter anderem in Chondrodendron tomentosum und anderen Pflanzen der Gattung vor.

## Wirkungsweise
Tubocurarin besetzt kompetitiv die nicotinischen Acetylcholinrezeptoren der postsynaptischen Membran. Es erfolgt eine Blockierung der ligandengesteuerten Natrium-Ionenkanäle, wobei keine Depolarisation ausgelöst wird. Tubocurarin lähmt die quergestreifte Muskulatur des Bewegungsapparates und wird als nicht-depolarisierendes Muskelrelaxans bezeichnet.

## Pharmazie
Als pharmazeutischer Wirkstoff wird Tubocurarin als Chlorid-Hydrochlorid-Pentahydrat eingesetzt. Im Präparat Intocostrin fand es 1942 Anwendung zur Muskelrelaxierung bei der Narkose. Eine vergleichbare Wirkung wird mit Suxamethonium (etwa im Präparat Lysthenon) erzielt.

## Toxikologie
Zur Behandlung von Tubocurarinvergiftungen werden häufig Acetylcholinesterase-Hemmer eingesetzt. Diese verhindern, dass Acetylcholin im Synaptischen Spalt von der Acetylcholinesterase hydrolytisch in Essigsäure und Cholin gespalten wird. Dadurch wird die Konzentration an Acetylcholin im synaptischen Spalt erhöht. Das Verhältnis des Agonisten Acetylcholin und seinem Antagonisten Tubocurarin wird also in Richtung des  Acetylcholins verschoben, wodurch die Wirkung des Tubocurarins abgeschwächt wird, da Acetylcholin somit verhältnismäßig öfter an die nicotinischen Acetylcholinrezeptoren bindet und diese aktiviert.